# Muy Antigua y Venerable Hermandad de la Sangre de Cristo y la Santa Cruz
La Muy Antigua y Venerable Hermandad de la Sangre de Cristo y la Santa Cruz es una hermandad de culto católico que tiene su sede canónica en la Catedral de San Cristóbal de La Laguna de la ciudad homónima, en la isla de Tenerife, en la comunidad autónoma de Canarias (España).

## Historia
Es heredera de la antigua Cofradía de la Sangre, la cual fue establecida dos décadas después de la conquista de Tenerife en el antiguo Convento del Espíritu Santo, el cual pertenecía a la Orden Agustina. La actual hermandad fue fundada en 1950.
La Cofradía de la Sangre está documentada desde 1514. Se sabe que celebraba cada 1 de enero la fiesta de la Circuncisión y  cada 3 de mayo la fiesta de la Santa Cruz.

## Titulares
- Ecce Homo: Es conocido popularmente como Señor de la Cañita y es obra de Ezequiel de León. Se realizó debido a la pérdida de la imagen original de este Cristo en el incendio de la Iglesia de San Agustín en 1964. La imagen fue bendecida el 14 de marzo de 1965.

## Salidas Procesionales
- Miércoles Santo: A las 19:00 horas, procesión de Ecce Homo o Señor de la Cañita.[2]

- Viernes Santo: A las 17:00 horas, Procesión Magna.[2]